# Werner von Binsfeld

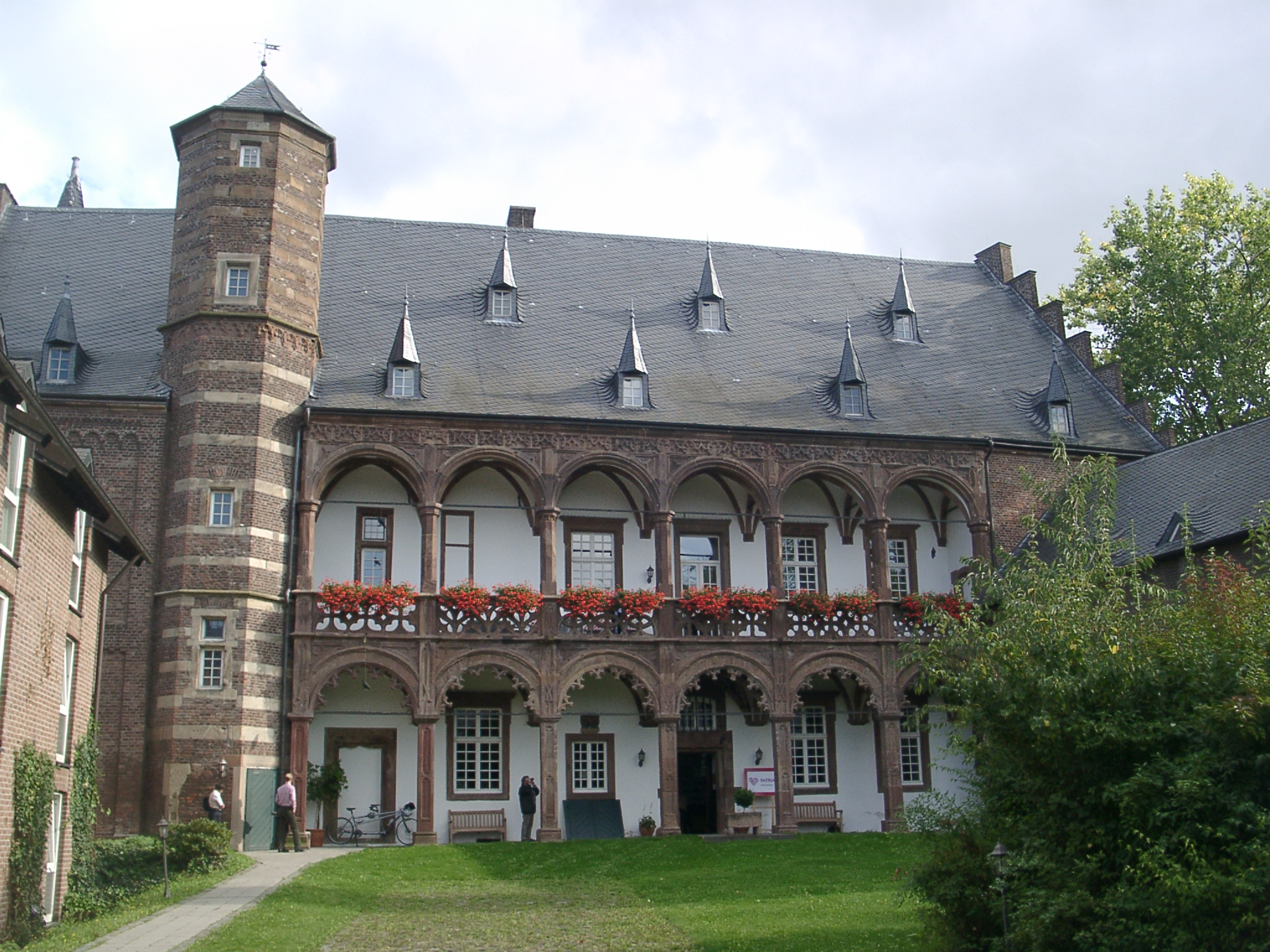
Das Herrenhaus der Burg Binsfeld

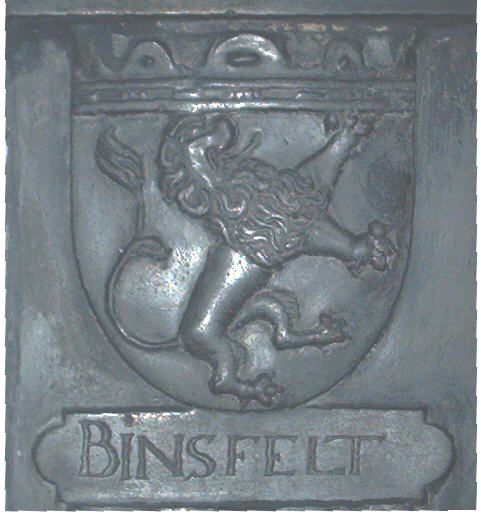
Das Wappen derer von Binsfeld

Werner von Binsfeld und Weiler (Wijlre; heute Ortsteil von Gulpen-Wittem) († 1557) war Landdrost des Herzogtums Jülich und Amtmann zu Nideggen und Schönforst.
Werner von Binsfeld und Wylre war der Sohn von Johannes von Binsfeld und Otta (Oda) von Bronckhorst zu Batenburg. Er erbaute 1533 das Herrenhaus der Burg Binsfeld. Mitte des 16. Jahrhunderts erweiterte er die Pfarrkirche Binsfeld zur Hallenkirche. Er gehörte als Sternherr zur Aachener Sternzunft und dem festen Kern des Jülicher Ratskollegiums an.

## Familie
Werner der Ältere von Binsfeld war zweimal verheiratet.
⚭ I. Agnes von Nesselrode, Erbin von Weiler, Tochter von Adrian von Nesselrode zu Weiler († 1519), Drost von Schönforst, und Margarethe von Dobbelstein
1. Werner der Jüngere von Binsfeld (⚔ 1543), gefallen in der Schlacht von Sittard
2. Otta (Oda) von Binsfeld († nach 1555), trat in das Frauen-Kloster St. Agatha in Köln ein
3. Agnes von Binsfeld († vor 1582) – ⚭ 1531 Johann Ghogreff (um 1499–1554), Amtmann von Angermund und jülisch-bergischer Kanzler.
  1. Maria Ghogreve († 1591 oder 1593) – ⚭ 1558/63 Franz II. von Waldeck-Eisenberg (um 1526–1574), Pfand- und Amtsherr des Hauses Beyenburg, Sohn von Philipp III. von Waldeck-Eisenberg (1486–1539) und Anna von Kleve-Mark (1495–1567)[2]
  2. Agnes Ghogreve (Gaugrebe) († 1598/1602) – ⚭ 1578 Ludolf von Fürstenberg zu Höllinghofen († 1581), Sohn von Johann von Fürstenberg († vor 1578) und Elisabeth von Neuhof († vor 1578), starb kinderlos
  3. Werner Ghogreve († 1559)
4. Katharina von Binsfeld († um 1610) – ⚭ 1552 Christoph (oder: Heinrich)[3] von der Horst († um 1586/87) zu Mydlinghoven, Sohn von Johann von der Horst († 1523) und Margarethe vom Haus († vor 1552).
  1. Johann IV. von der Horst († nach 1610), Herr zu Hellenbroich und Mydlinghoven, Amtmann in Vlotho – ⚭ Elisabeth von Eller zu Laubach († nach 1602)
  2. Dietrich von der Horst (der Ältere) († 1624), seit 1614 Chorbischof in Tier, war mit dem Trierer Kurfürst Lothar von Metternich (1551–1623) 1611 auf dem Kurfürstentag in Nürnberg und 1619 anlässlich der Kaiserwahl von Ferdinand II. (1578–1637) in Frankfurt, 1620 Propst in Kleve und Emmerich
  3. Rüdiger (Rutger) von der Horst (1556–1623), Kanoniker in Paderborn
  4. Arnold von der Horst († 1630), Studium in Rom, seit 1583 Kanoniker, seit 1590 Domdechant und seit 1626/27 Dompropst in Paderborn, Stifter des Paderborner Kapuziner-Klosters St. Franziskus Seraph (heute: Liborianum) und eines Kapuzinerinnen-Klosters
  5. Margarethe von der Horst († nach 1610) – ⚭ I. Hermann von Eller († 1589), – ⚭ II. um 1597/98 Albert von Lüninck († nach 1605), – ⚭ III. Friedrich von Kersenbroich, Statthalter in Schaumburg
5. Anna von Binsfeld († nach 1559), 1546 in das Zisterzienserinnen-Kloster Bürvenich eingetreten, 1559 Priorin
6. Konrad (Kuno, Coin) von Binsfeld und Weiler († 1604), seit 1559 Amtmann zu Nideggen und Schönforst, begleitet 1541 Herzog Wilhelm V. auf dessen Brautreise nach Frankreich, war 1548 auf dem Reichstag zu Augsburg – ⚭ 1554 Maria von Gertzen (Gartzem) genannt Sintzig (Sinzenich) († um 1593), Tochter von Wirich von Gertzen, Erbvogt zu Frauenberg, und Anna von Vlatten. Konrad war 1562 in Frankfurt zur Krönung von Kaiser Maximilian II. 1564 musste er sich gegen die Anklage verteidigen, in seinem Haus Protestanten aufzunehmen.
  1. Johannes von und zu Binsfeld und Weiler († 1627) im Schloss Antonigartzem, Amtmann von Zülpich und seit 1598 von Nideggen – ⚭ 1600 Anna von Nesselrode († nach 1641),[4] Tochter von Wilhelm von Nesselrode zu Ehreshofen und Elisabeth von Schwarzenberg; mehrere Kinder, darunter
    1. Elisabeth von Binsfeld – ⚭ 1624 Johann Arnold von Wachtendonck zu Hülsdonck; ihre Nachkommen prozessierten um das binsfeldische Erbe

  2. Werner von Binsfeld († vor 1603), starb unverheiratet
  3. Konrad (Kuno) von Binsfeld († 1634) zu Gartzem, starb unverheiratet
  4. (Johann) Wirich von Binsfeld († 1616), Herr zu Langendonk (bei Issum) – ⚭ 1609 Lucia von Vlodrop (Flodorf) († nach 1626), Tochter von Johann von Vlodorp († 1607) und (⚭ 1589) Elisabeth von Hanxler, Erbvögtin zu Roermond, die in zweiter Ehe ihren Neffen Johann Wilhelm I. von Cortenbach († 1647), Erbvogt zu Roermond, heiratete
  5. Maria von Binsfeld († 1633) – ⚭ 1584 Adam von Gymnich zu Vlatten, Herr zu Kettenheim († 1633), jülichscher Obrist-Stallmeister und Amtmann zu Millen und Born, Sohn von Werner von Gymnich († 1582), jülichscher Marschall und Drost, Amtmann zu Jülich, und Katharina von Vlatten. Adam begleitete den Prinzen Karl Friedrich (1555–1575) 1571/72 bis zu dessen Tod 1575 auf einer von Stephanus Winandus Pighius (1520–1604) geleiteten Grand Tour nach Wien und Italien
  6. Elisabeth von Binsfeld († 1627) – ⚭ I. Johann von Plettenberg († 1590), – ⚭ II. 1599 (1612 Apostolische Dispensation wegen Verwandtschaft 4. Grades) Damian (Daem; Adam) von Harff († 1641)[5] zu Drimborn (Dreiborn), Amtmann zu Löwenberg
  7. Heinrich von Binsfeld († nach 1593), seit 1593 Mitglied des Johanniterordens[6] in Speyer

Aus einer Beziehung mit Alheit (Adelheid) Lauters hatte Konrad mehrere nichteheliche Kinder:
  1. Konrad (Cono) von Binsfeld († nach 1586)
  2. Adrian von Binsfeld († nach 1586)
  3. Maria Alheit von Binsfeld († nach 1586)

⚭ II. 1535 (oder 1546?) mit Anna von Elter (Autel) und Vogelsang (um 1501/09-1553), Tochter von Johann zu Elter und Vogelsang (um 1455–1517), „Ricter der edeler des lantz Liuzb.“, und Katharina von Palant zu Laurenzberg († 1528)
1. Arnold von Binsfeld zu Niedeggen († um 1611/13) – ⚭ 1576 Katharina von Hatzfeld († nach 1604), Tochter von Damian (Daem) von Hatzfeld (um 1512–1559) und (Anna) Regina Quadt von Wickrath († nach 1565)
  1. Werner von Binsfeld († zwischen 1653 und 1656) – ⚭ um 1637 Anna Elisabeth von Hompesch
  2. Johann von Binsfeld
  3. Regina von Binsfeld († nach 1656) – ⚭ 1624 Johann Christoph von Hersel († 1664) zu Schoeneck
  4. Anna von Binsfeld († 1652) – ⚭ 1626 Reinhard Beissel von Gymnich (1562–um 1636/37) zu Schmidtheim (dessen erste Ehe 1589 mit Margaretha von Harff zu Dreiborn [† 1617]), 1595 Amtmann des Klosters Heisterbach zu Flerzheim und Neunkirchen, 1610 kurkölnischer Rat und Kämmerer; Amtmann zu Zeltingen und Rachtig, zu Kronenburg und Nürburg, Sohn von Reinhard Beissel von Gymnich († 1594) und Guda von Winkelhausen († 1606)
  5. Agnes von Binsfeld († nach 1660) – ⚭ 1631/34 Damian Arnold von Limburg (zu Billig oder Villien) († zwischen 1653 und 1660) zu Gut Dalbenden in Keldenich, zunächst Kanoniker in Münstereifel
  6. Katharina von Binsfeld († vor 1652), starb unverheiratet
2. [Sohn] († vor 1568)

Die Verwandtschaftsbeziehungen sind ersichtlich aus zahlreich erhaltenen Prozessakten in den Landesarchiven Rheinland (Duisburg) und Westfalen (Münster) sowie im Adelsarchiv Amecke.
Geschwister Werner von Binsfeld waren Heinrich III. von Binsfeld († 1531), seit 1491 Abt von Kornelimünster, Jakob von Bynsfeld († nach 1512), Domherr in Trier und später Ritter des Deutschen Ordens in Preußen, und Margaretha von Binsfeld († nach 1497), Herrin von Kessenich, seit 1490 verheiratet mit Rabold (Ruprecht) von Plettenberg († 1532), Amtmann zu Zülpich, 1497 belehnt mit Kessenich, 1499 bis 1532 Amtmann zu Bergheim, Hofmeister.